# Conington, South Cambridgeshire
Conington är en civil parish i Storbritannien.   Den ligger i distriktet South Cambridgeshire i grevskapet Cambridgeshire i riksdelen England, i den sydöstra delen av landet, 90 km norr om huvudstaden London.